# Gurania gracilis
Gurania gracilis är en gurkväxtart som beskrevs av Célestin Alfred Cogniaux. Gurania gracilis ingår i släktet Gurania och familjen gurkväxter. Inga underarter finns listade i Catalogue of Life.